# Sindaci di Cuneo
Di seguito l'elenco cronologico dei sindaci di Cuneo e delle altre figure apicali equivalenti che si sono succedute nel corso della storia.

## Ducato di Savoia (1416-1720)
| Periodo | Periodo | Primo cittadino              | Partito | Carica  | Note |
| ------- | ------- | ---------------------------- | ------- | ------- | ---- |
| 1635    |         | Simone Pascale               |         | Sindaco | -    |
| 1642    |         | Simone Pascale               |         | Sindaco | -    |
| 1645    |         | Giovanni Bruno di Tornaforte |         | Sindaco | -    |
| 1696    |         | Alessandro Ricci             |         | Sindaco | -    |

## Regno di Sardegna (1720-1861)
| Periodo | Periodo | Primo cittadino                                                | Partito | Carica  | Note |
| ------- | ------- | -------------------------------------------------------------- | ------- | ------- | ---- |
| 1792    |         | Gerolamo Ricci d'Andonno                                       |         | Sindaco | -    |
| 1801    | 1803    | Carlo Caissotti di Chiusano                                    |         | Maire   | -    |
| 1803    | 1810    | Filippo Lovera di Maria                                        |         | Maire   | -    |
| 1810    | 1813    | Angelo Ricci d'Andonno                                         |         | Maire   | -    |
| 1814    |         | Angelo Ricci d'Andonno                                         |         | Sindaco | -    |
| 1815    | 1816    | Mauro Biga di Bioglio di Priola                                |         | Sindaco | -    |
| 1817    |         | Secondo Baudi di Vesme                                         |         | Sindaco | -    |
| 1818    |         | Carlo Rostagni di Bozzolo                                      |         | Sindaco | -    |
| 1819    |         | Vincenzo Gondolo della Riva                                    |         | Sindaco | -    |
| 1820    |         | Vincenzo Giusiana di S. Giorgio                                |         | Sindaco | -    |
| 1821    |         | Luigi Taricchi di Stroppo                                      |         | Sindaco | -    |
| 1822    |         | Luigi Ferraris di Celle                                        |         | Sindaco | -    |
| 1823    |         | Oberto Mattone di Benevello                                    |         | Sindaco | -    |
| 1824    |         | Tommaso Ghibaudo - Stefano Bertin                              |         | Sindaci | -    |
| 1825    | 1826    | M. Lovera di Maria - C. Melano di Portula                      |         | Sindaci | -    |
| 1827    | 1828    | Angelo Gandolfo - Luigi Vassallo Giusiana                      |         | Sindaci | -    |
| 1829    |         | Angelo Lingua di Mosso - Caisotti di Chiusano                  |         | Sindaci | -    |
| 1830    |         | Filippo Gobbo - Angelo Lingua di Mosso                         |         | Sindaci | -    |
| 1831    | 1832    | Filippo Gobbo - Carlo Demorri di Castelmagno                   |         | Sindaci | -    |
| 1833    |         | Giuseppe Dalmazzo di S. Defendente - Luigi Stroppo di Taricchi |         | Sindaci | -    |
| 1834    |         | Luigi Stroppo di Taricchi - Alessandro Ferraris di Celle       |         | Sindaci | -    |
| 1835    |         | Alessandro Ferraris di Celle                                   |         | Sindaco | -    |
| 1836    |         | Oberto Mattone di Benevello                                    |         | Sindaco | -    |
| 1837    |         | Vittorio Lovera Di Maria                                       |         | Sindaco | -    |
| 1838    |         | Giuseppe Calcagno                                              |         | Sindaco | -    |
| 1839    |         | Giovanni Audifredi                                             |         | Sindaco | -    |
| 1840    | 1841    | Giuseppe Gondolo Della Riva                                    |         | Sindaco | -    |
| 1841    | 1843    | Alessandro Ferraris di Celle                                   |         | Sindaco | -    |
| 1844    | 1848    | Giuseppe Gondolo Della Riva                                    |         | Sindaco | -    |
| 1849    | 1850    | Luigi Parola                                                   |         | Sindaco | -    |
| 1850    | 1852    | Francesco Pellegrino                                           |         | Sindaco | -    |
| 1853    | 1855    | Luigi Fabre                                                    |         | Sindaco | -    |
| 1856    | 1858    | Carlo Brunet                                                   |         | Sindaco | -    |
| 1859    |         | Francesco Fantini                                              |         | Sindaco | -    |

## Regno d'Italia (1861-1946)
Sindaci nominati dal governo (1861-1889)
| Periodo | Periodo | Primo cittadino    | Partito | Carica  | Note |
| ------- | ------- | ------------------ | ------- | ------- | ---- |
| 1860    | 1862    | Carlo Brunet       |         | Sindaco | -    |
| 1862    |         | Francesco Lovera   |         | Sindaco | -    |
| 1863    |         | Agostino Moschetti |         | Sindaco | -    |
| 1863    | 1865    | Carlo Brunet       |         | Sindaco | -    |
| 1866    |         | Agostino Moschetti |         | Sindaco | -    |
| 1867    | 1868    | Luigi Fabre        |         | Sindaco | -    |
| 1869    | 1872    | Giacinto Ballario  |         | Sindaco | -    |
| 1872    | 1874    | Agostino Moschetti |         | Sindaco | -    |
| 1874    | 1884    | Virginio Allione   |         | Sindaco | -    |
| 1885    | 1888    | Giuseppe Calcagno  |         | Sindaco | -    |

Sindaci eletti dal Consiglio comunale (1889-1926)
| Periodo | Periodo | Primo cittadino    | Partito | Carica                  | Note |
| ------- | ------- | ------------------ | ------- | ----------------------- | ---- |
| 1888    | 1905    | Angelo Bocca       |         | Sindaco                 | -    |
| 1905    | 1907    | Attilio Pirinoli   |         | Sindaco                 | -    |
| 1907    |         | Luigi Moschetti    |         | Sindaco                 | -    |
| 1907    | 1908    | Giulio Bertoldi    |         | Regio commissario       | -    |
| 1908    | 1912    | Luigi Fresia       |         | Sindaco                 | -    |
| 1912    | 1913    | Marcello Soleri    |         | Sindaco                 | -    |
| 1913    | 1914    | Marco Cassin       |         | Prosindaco              | -    |
| 1914    | 1920    | Luigi Fresia       |         | Sindaco                 | -    |
| 1920    | 1925    | Antonio Bassignano |         | Sindaco                 | -    |
| 1925    | 1926    | Vincenzo Gueli     |         | Commissario prefettizio | -    |
| 1926    |         | Ugo Franco         |         | Commissario prefettizio | -    |

Podestà nominati dal governo (1926-1945)
Sindaci del periodo costituzionale transitorio (1945-1946)
| Periodo | Periodo | Primo cittadino | Partito                           | Carica  | Note  |
| ------- | ------- | --------------- | --------------------------------- | ------- | ----- |
| 1945    | 1946    | Ettore Rosa     | Comitato di Liberazione Nazionale | Sindaco | [ 1 ] |

## Repubblica Italiana (dal 1946)
| Sindaci eletti dal Consiglio comunale (1946-1995)    | Sindaci eletti dal Consiglio comunale (1946-1995) | Sindaci eletti dal Consiglio comunale (1946-1995) | Sindaci eletti dal Consiglio comunale (1946-1995) | Sindaci eletti dal Consiglio comunale (1946-1995) | Sindaci eletti dal Consiglio comunale (1946-1995) | Sindaci eletti dal Consiglio comunale (1946-1995) | Sindaci eletti dal Consiglio comunale (1946-1995) | Sindaci eletti dal Consiglio comunale (1946-1995) |
| Nominativo                                           | Nominativo                                        | Partito                                           | Partito                                           | Partito                                           | Partito                                           | Mandato                                           | Mandato                                           | Elezione                                          |
| Nominativo                                           | Nominativo                                        | Partito                                           | Partito                                           | Partito                                           | Partito                                           | Inizio                                            | Fine                                              | Elezione                                          |
| ---------------------------------------------------- | ------------------------------------------------- | ------------------------------------------------- | ------------------------------------------------- | ------------------------------------------------- | ------------------------------------------------- | ------------------------------------------------- | ------------------------------------------------- | ------------------------------------------------- |
|                                                      | Antonio Toselli                                   |                                                   | Democrazia Cristiana                              | Democrazia Cristiana                              | Democrazia Cristiana                              | 1946                                              | 1948                                              | 1946                                              |
|                                                      | Luigi Teresio Cavallo                             |                                                   | Democrazia Cristiana                              | Democrazia Cristiana                              | Democrazia Cristiana                              | 1948                                              | 1951                                              | 1946                                              |
|                                                      | Mario Delpozzo                                    |                                                   | Democrazia Cristiana                              | Democrazia Cristiana                              | Democrazia Cristiana                              | 1951                                              | 23 giugno 1956                                    | 1951                                              |
| 23 giugno 1956                                       | Mario Delpozzo                                    | 1960                                              | Democrazia Cristiana                              | Democrazia Cristiana                              | Democrazia Cristiana                              | 1956                                              |                                                   |                                                   |
| 1960                                                 | Mario Delpozzo                                    | 15 dicembre 1964                                  | Democrazia Cristiana                              | Democrazia Cristiana                              | Democrazia Cristiana                              | 1960                                              |                                                   |                                                   |
| 15 dicembre 1964                                     | Mario Delpozzo                                    | 8 giugno 1965                                     | Democrazia Cristiana                              | Democrazia Cristiana                              | Democrazia Cristiana                              | 1964                                              |                                                   |                                                   |
|                                                      | Tancredi Dotta Rosso                              |                                                   | Democrazia Cristiana                              | Democrazia Cristiana                              | Democrazia Cristiana                              | 1964                                              | 8 giugno 1965                                     | 1970                                              |
| 1970                                                 | Tancredi Dotta Rosso                              | 1975                                              | Democrazia Cristiana                              | Democrazia Cristiana                              | Democrazia Cristiana                              | 1970                                              |                                                   |                                                   |
| 1975                                                 | Tancredi Dotta Rosso                              | 1976                                              | Democrazia Cristiana                              | Democrazia Cristiana                              | Democrazia Cristiana                              | 1975                                              |                                                   |                                                   |
|                                                      | Guido Bonino                                      |                                                   | Democrazia Cristiana                              | Democrazia Cristiana                              | Democrazia Cristiana                              | 1975                                              | 28 dicembre 1976                                  | 1980                                              |
| 1980                                                 | Guido Bonino                                      | 1985                                              | Democrazia Cristiana                              | Democrazia Cristiana                              | Democrazia Cristiana                              | 1980                                              |                                                   |                                                   |
|                                                      | Elvio Viano                                       |                                                   | Democrazia Cristiana                              | Democrazia Cristiana                              | Democrazia Cristiana                              | 1985                                              | 1990                                              | 1985                                              |
|                                                      | Giuseppe Menardi                                  |                                                   | Democrazia Cristiana                              | Democrazia Cristiana                              | Democrazia Cristiana                              | 1990                                              | 1995                                              | 1990                                              |
| Sindaci eletti direttamente dai cittadini (dal 1995) |                                                   |                                                   |                                                   |                                                   |                                                   |                                                   |                                                   |                                                   |
| Nominativo                                           | Nominativo                                        | Partito                                           | Partito                                           | Coalizione                                        | Coalizione                                        | Mandato                                           | Mandato                                           | Elezione                                          |
| Nominativo                                           | Nominativo                                        | Partito                                           | Partito                                           | Coalizione                                        | Coalizione                                        | Inizio                                            | Fine                                              | Elezione                                          |
|                                                      | Elio Rostagno                                     |                                                   | Indipendente                                      |                                                   | L'Ulivo-LN                                        | 8 maggio 1995                                     | 8 giugno 1998                                     | 1995                                              |
|                                                      | Elio Rostagno                                     | DS-PPI-SDI                                        | Indipendente                                      | 8 giugno 1998                                     | 11 giugno 2002                                    | 1998                                              |                                                   |                                                   |
|                                                      | Alberto Valmaggia                                 |                                                   | Democrazia è Libertà - La Margherita              |                                                   | DS-DL-L. civiche                                  | 11 giugno 2002                                    | 29 maggio 2007                                    | 2002                                              |
|                                                      | Alberto Valmaggia                                 | DS-DL-PRC-L. civiche                              | Democrazia è Libertà - La Margherita              | 29 maggio 2007                                    | 23 maggio 2012                                    | 2007                                              |                                                   |                                                   |
|                                                      | Federico Borgna                                   |                                                   | Indipendente                                      |                                                   | UdC-L. civiche                                    | 23 maggio 2012                                    | 16 giugno 2017                                    | 2012                                              |
|                                                      | Federico Borgna                                   | PD-MOD-CD-L. civiche                              | Indipendente                                      | 16 giugno 2017                                    | 4 luglio 2022                                     | 2017                                              |                                                   |                                                   |
|                                                      | Patrizia Manassero                                |                                                   | Partito Democratico                               |                                                   | PD-L. civiche                                     | 4 luglio 2022                                     | in carica                                         | 2022                                              |